# Коршуновский горно-обогатительный комбинат
Коршуновский горно-обогатительный комбинат — предприятие по добыче и обогащению железной руды в Железногорске-Илимском Иркутской области, добычу осуществляет на Коршуновском и Рудногорском карьерах. Вывоз продукции осуществляется по железной дороге (карьеры и обогатительная фабрика находятся рядом с БАМ).
Строительство комбината началось в 1957 году поблизости открытого в 1931 году Коршуновского железорудного месторождения — трёх рудных гор у реки Коршуниха. 19 декабря 1964 года на комбинат был отправлен первый состав с железной рудой, 31 марта 1965 года был подписан акт о приёмке комбината в эксплуатацию.
5 марта 1993 года предприятие было акционировано. По состоянию на 2017 год акции юридического лица, управляющего предприятием, торгуются на Московской бирже, контролирующий акционер — компания «Мечел» Игоря Зюзина (около 90 %).